# Железнодорожная станция

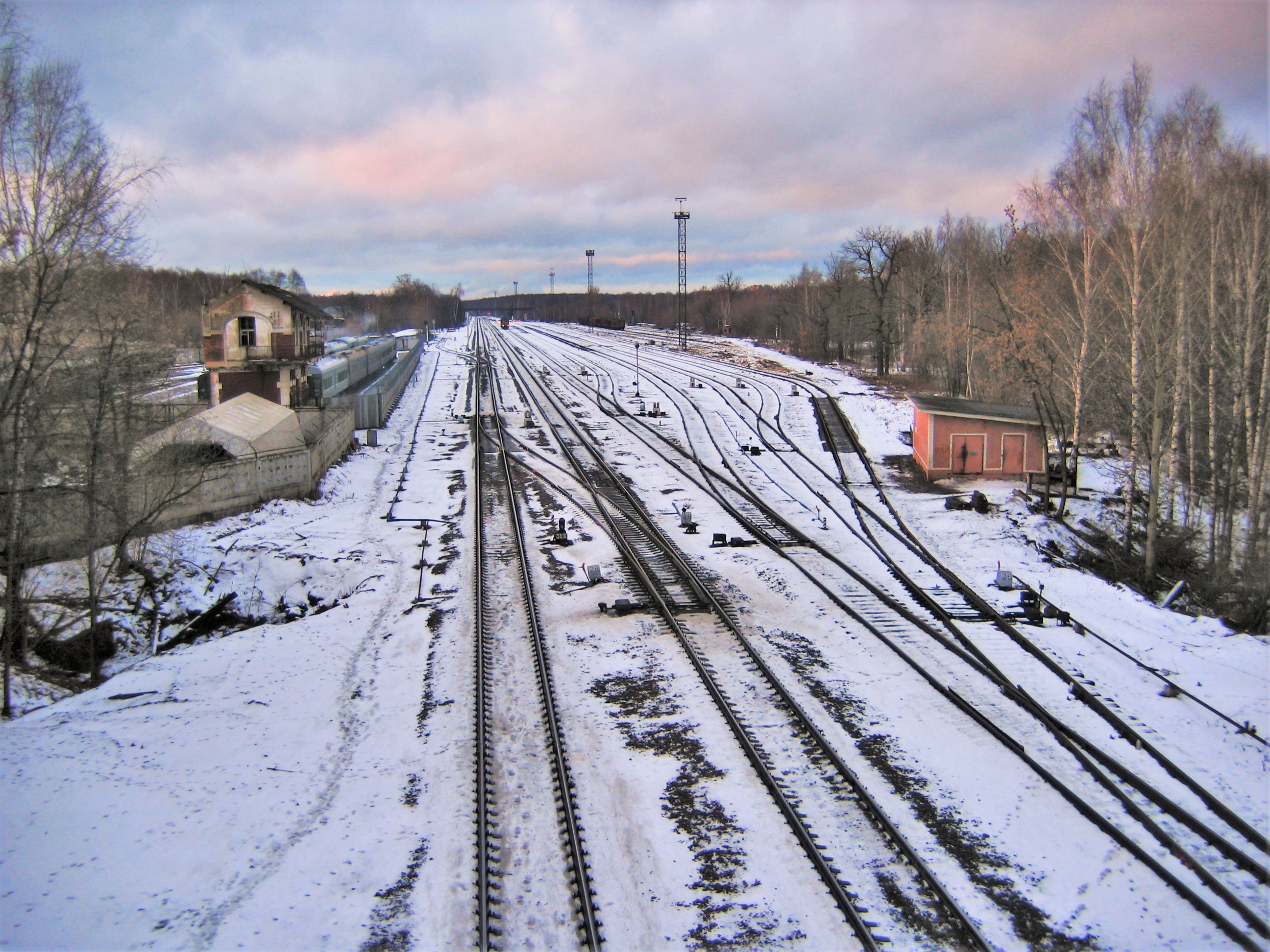
Станция Белокаменная (до реконструкции). Пассажирские станции имеют остановочную платформу

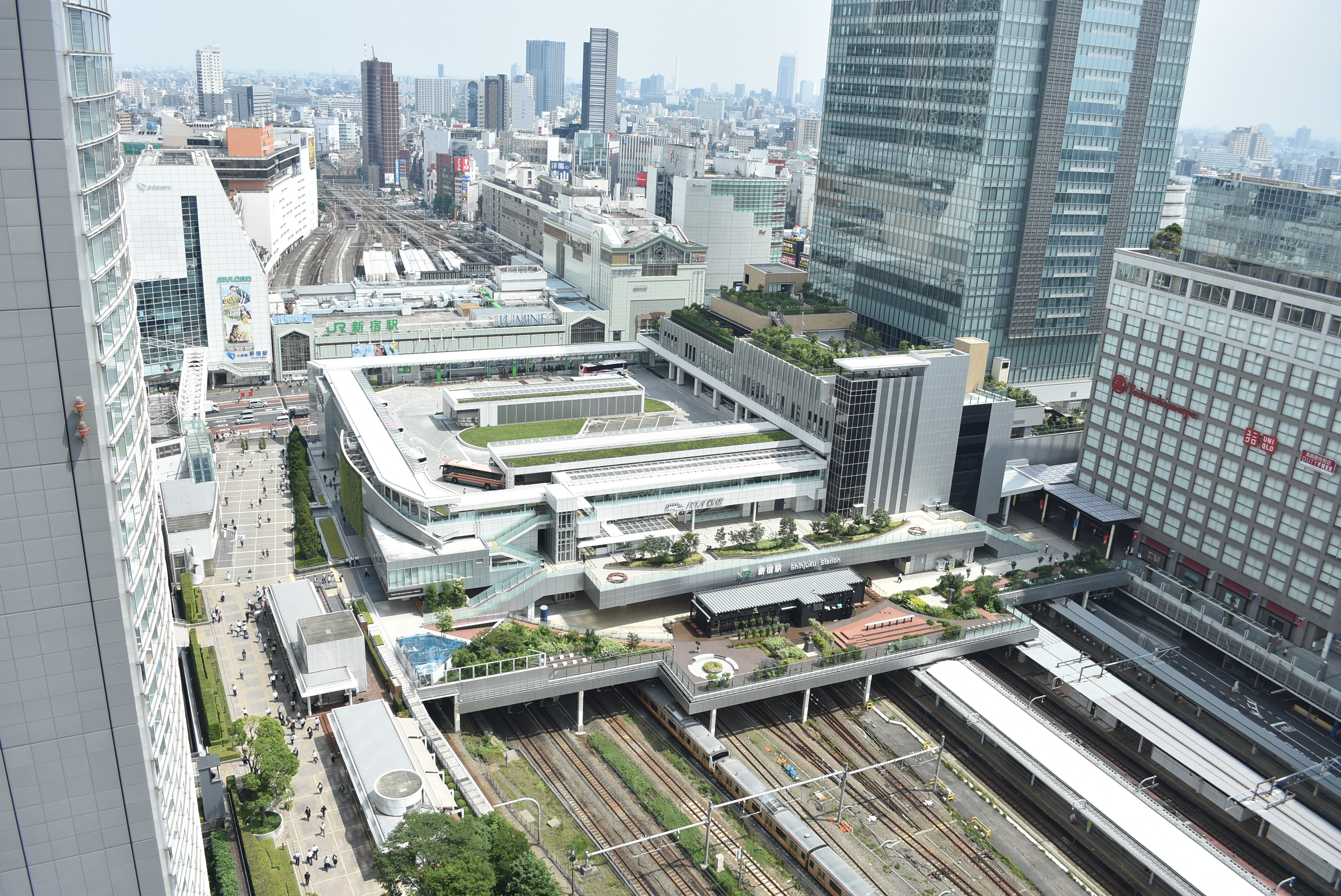
Общий вид железнодорожной станции Синдзюку, самой загруженной по пассажиропотоку станции в мире

Железнодоро́жная ста́нция — раздельный пункт железных дорог с наличием путевого развития и обеспечивающем работы по приёму, отправке, скрещению и обгону, регулированию движения поездов, по приёму, выдаче грузов, багажа и грузобагажа, возможность обслуживать пассажиров. При достаточной оборудованности путевыми устройствами железнодорожной станции, также проводятся технические операции с поездами, маневровые работы, расформировывание и формирование поездов.
На железнодорожных станциях проводятся технические, грузовые, коммерческие и пассажирские операции.

## История

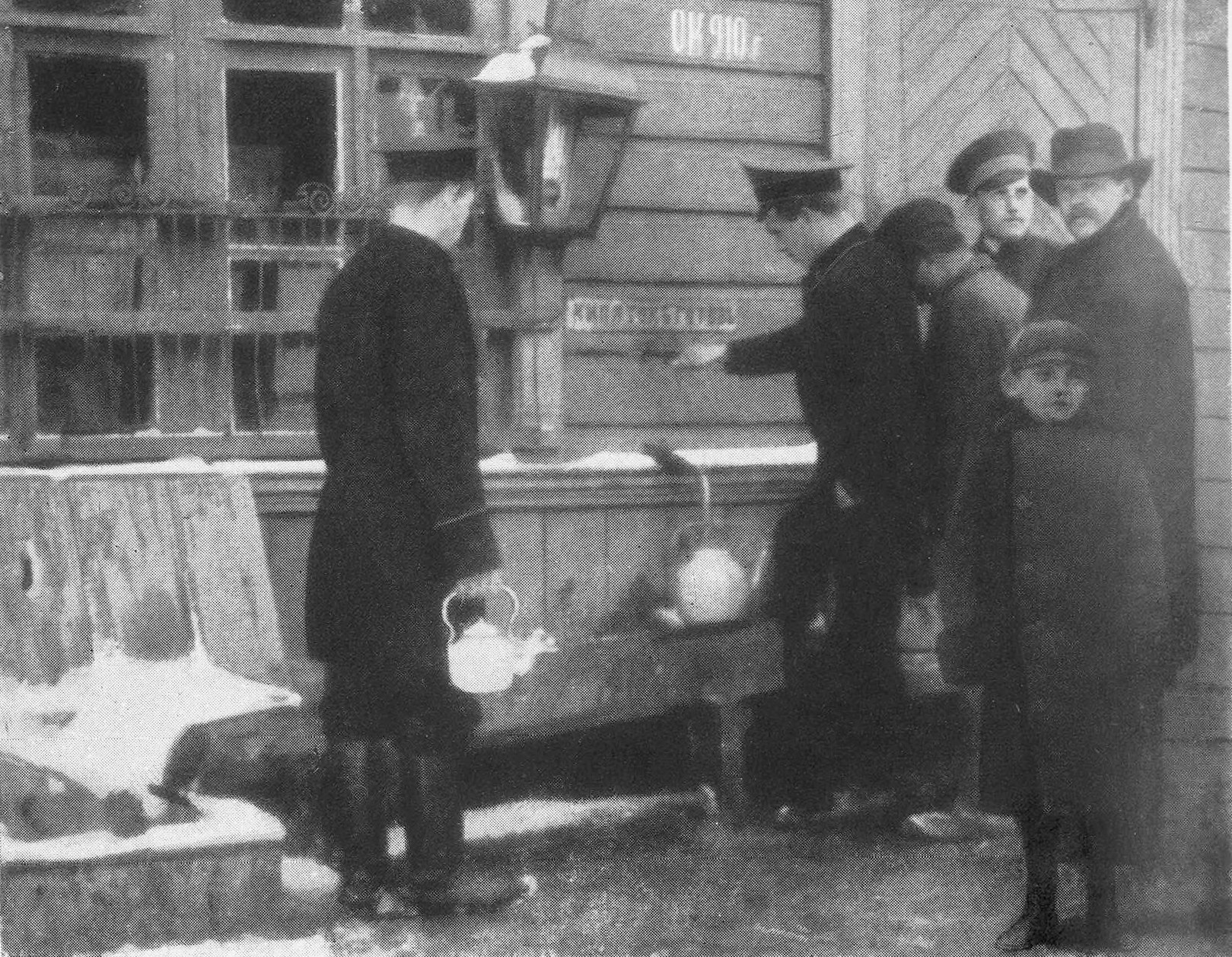
Пассажиры набирают кипяток на сибирской станции, 1913 год.
Фото Ф. Нансена

В России первые железнодорожные станции были сооружены в 1837 году во время строительства Царскосельской железной дороги, насчитывавшей 5 станций для обеспечения её работы.
Нередко на железнодорожных станциях в России и некоторых других стран, сооружённых в XVIII — начале XX веков, сохранены водонапорные башни ныне являющиеся иногда объектами культурного наследия, построенные в XVIII — начале XX веков для водоснабжения как самих нужд станции, так и для заправки паровозов при помощи гидроколонок, к примеру в: Новосибирске, Гердауне, Владивостоке и т. д. В дальнейшем с заменой паровозов на тепловозы и электровозы и уменьшением потребности в воде, они были выведены из эксплуатации.

## Описание

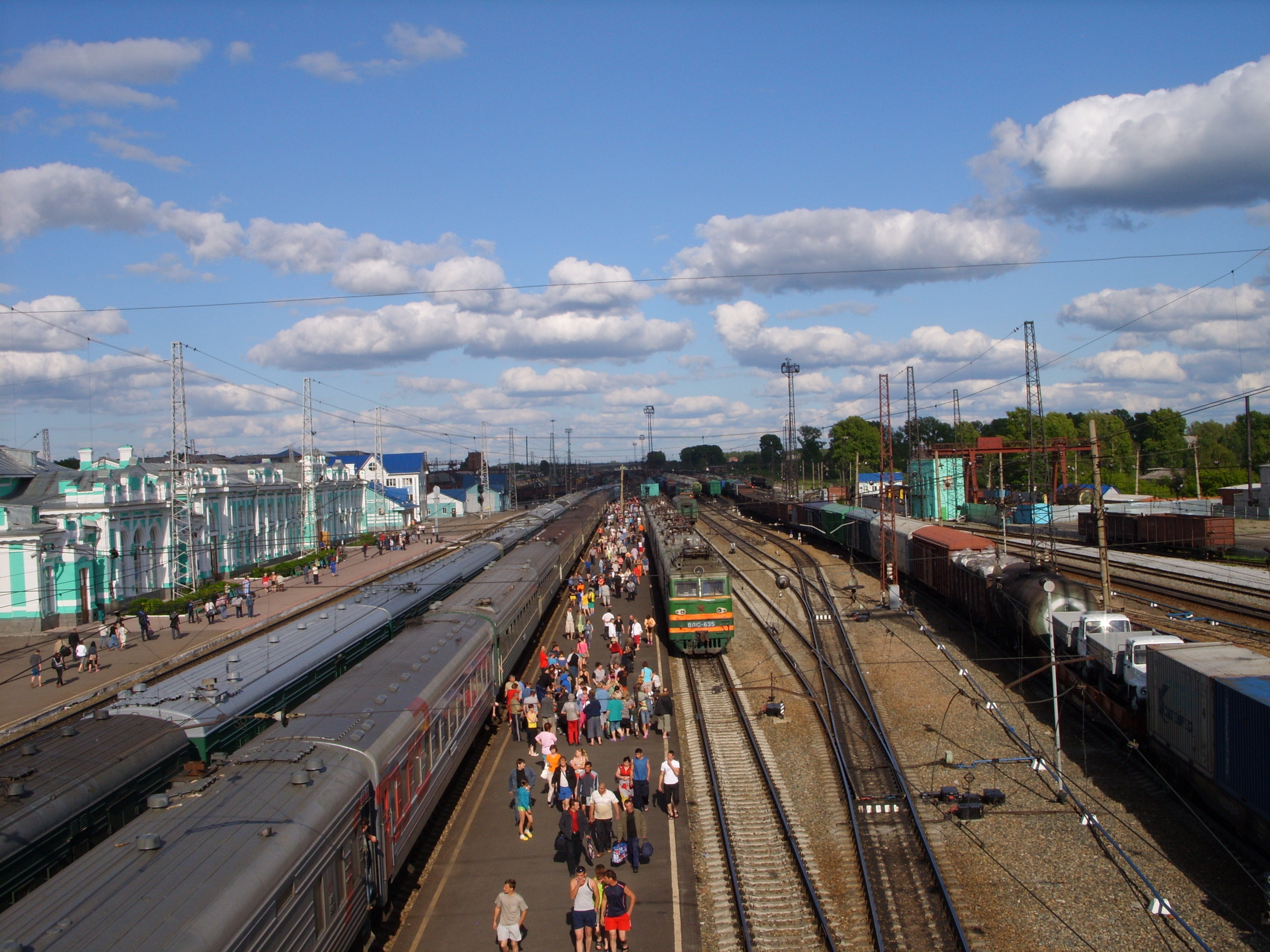
Вид с надземного пешеходного перехода на юго-восточную часть железнодорожной станции Тайга, видны южная сторона вокзала островного типа (слева), пассажирские платформы берегового и островного типов пассажирского парка станции, справа и на дальнем плане — грузовые парки станции, служебные здания. Контактная сеть станции на гибких поперечинах (тросах)

Основным элементом станции является путевое хозяйство — совокупность железнодорожных путей, как правило, объединённых в парки. Как парки, так и пути в парках могут иметь определённую специализацию (например, сортировочный парк). Нумерация путей осуществляется вверх и вниз от главных (по которым, как правило, осуществляется пропуск поездов без остановки) с соблюдением чётности и нечётности нумерации. Между собой пути соединяются стрелками, которые также нумеруются с одной стороны станции чётными, а с другой нечётными номерами. На пассажирских станциях пути могут быть секционированы, что позволяет принимать на путь два короткосоставных пригородных поезда с различных сторон. В этом случае к номеру пути добавляется буква, однако с точки зрения путевого развития станции данный путь всё равно рассматривается как единое целое.
Полезная длина пути ограничивается предельными столбиками и/или светофорами. Тупиковые пути имеют с одной стороны специальный тупиковый упор и используются для служебных целей и отстоя вагонов и локомотивов.
Для производства грузовых операций предназначено грузовое хозяйство: погрузочно-выгрузочные пути, терминалы, склады, сортировочные станции и так далее.
Порядок работы на каждой станции и соблюдения безопасности движения поездов регулируется ТРА станции. Организация работы станции производится согласно графику движения поездов, плану формирования поездов, плану маневровой работы.
Руководит станцией — начальник станции. Оперативное руководство работой на станции осуществляет дежурный по станции или диспетчер (при диспетчерской централизации). Дежурный по станции распоряжается приёмом, отправлением и пропуском поездов, а также маневровыми передвижениями на станции. Все работы в парке станции проводятся только по согласованию с ним и с его разрешения. Работает на посту электрической централизации. Пульт управления дежурного позволяет управлять сигналами и стрелками и другими устройствами СЦБ на станции.

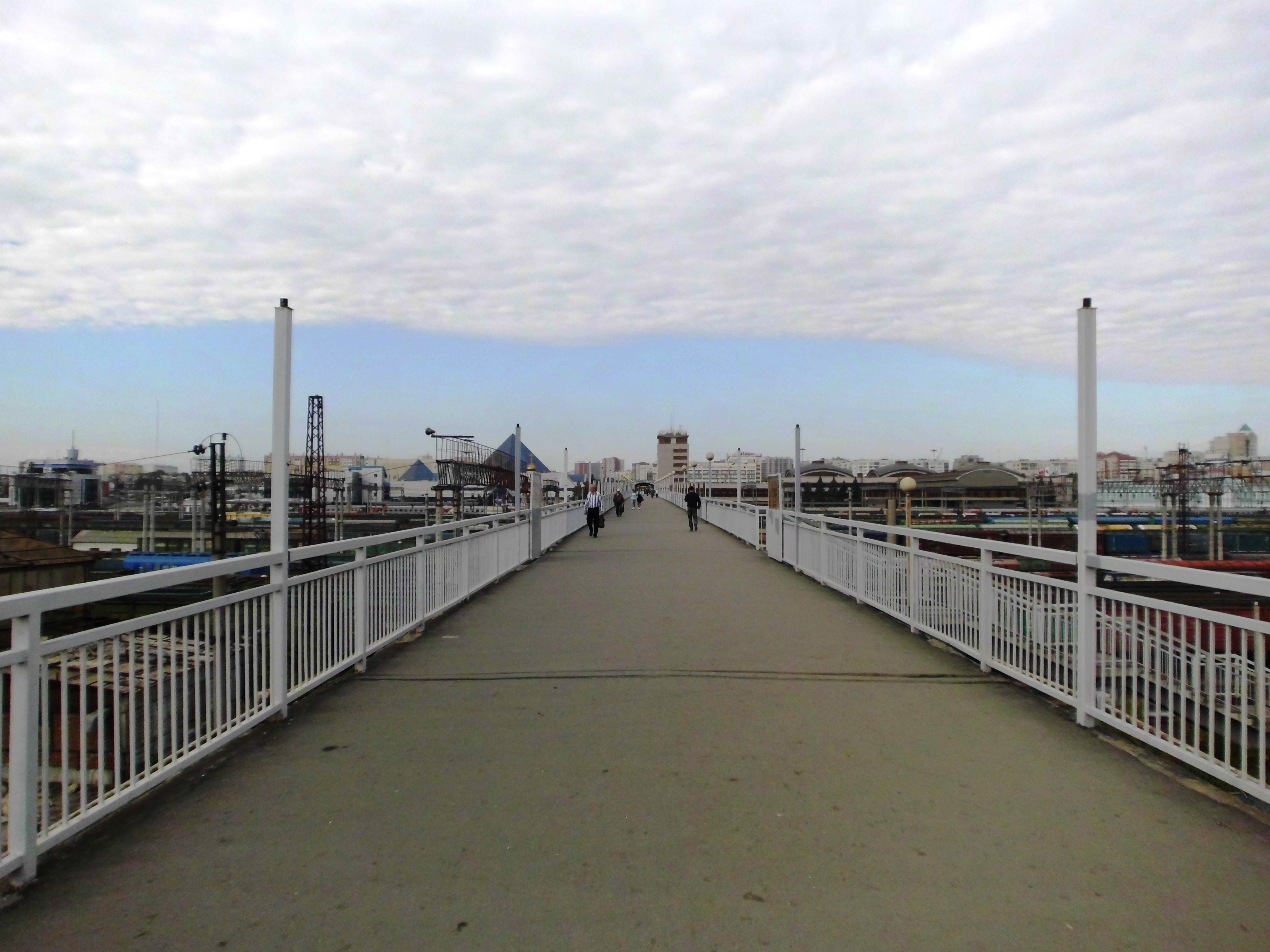
Один из надземных пешеходных переходов над путями станции Челябинск-Главный

Системы сигнализации и централизации предназначены для управления движением поездов посредством стрелок, светофоров. Для управления роспуском составов на сортировочных горках в сортировочных станциях используется горочная автоматическая централизация (ГАЦ).
На крупных станциях могут быть локомотивные и вагонные депо, пункты технического обслуживания подвижного состава, тяговые подстанции и другие технические и служебные подразделения, к путям общего пользования станции могут выходить подъездные пути обслуживаемых организаций. Станционные пути бывают: главные и боковые, а на крупных станциях ещё и приёмоотправочные, сортировочные, погрузочно-разгрузочные, деповские, вытяжные, выставочные и т. д. объединённые горловинами в соответствующие парки станции, соединённые между собой ходовыми путями. На грузовых станциях выделяется грузовой район, в котором имеются места общего пользования и места необщего пользования. Подъездные пути и улавливающие тупики относятся к специализированным путям. На крупных узловых станциях, обычно также размещаются пожарные и восстановительные поезда. Каждый путь станции, ведущий на перегон с обеих сторон у горловины станции (горловины парка отправления на крупных станциях) ограждается выходными светофорами (чётными и нечётными), у границ станции на въездах с перегонов устанавливаются входные светофоры.
Для прохода и проезда через пути станции в пределах станций могут быть оборудованы наземные безопасные (служебные) проходы, надземные и подземные пешеходные переходы, автомобильные путепроводы, железнодорожные переезды.

## Пассажирские терминалы станций

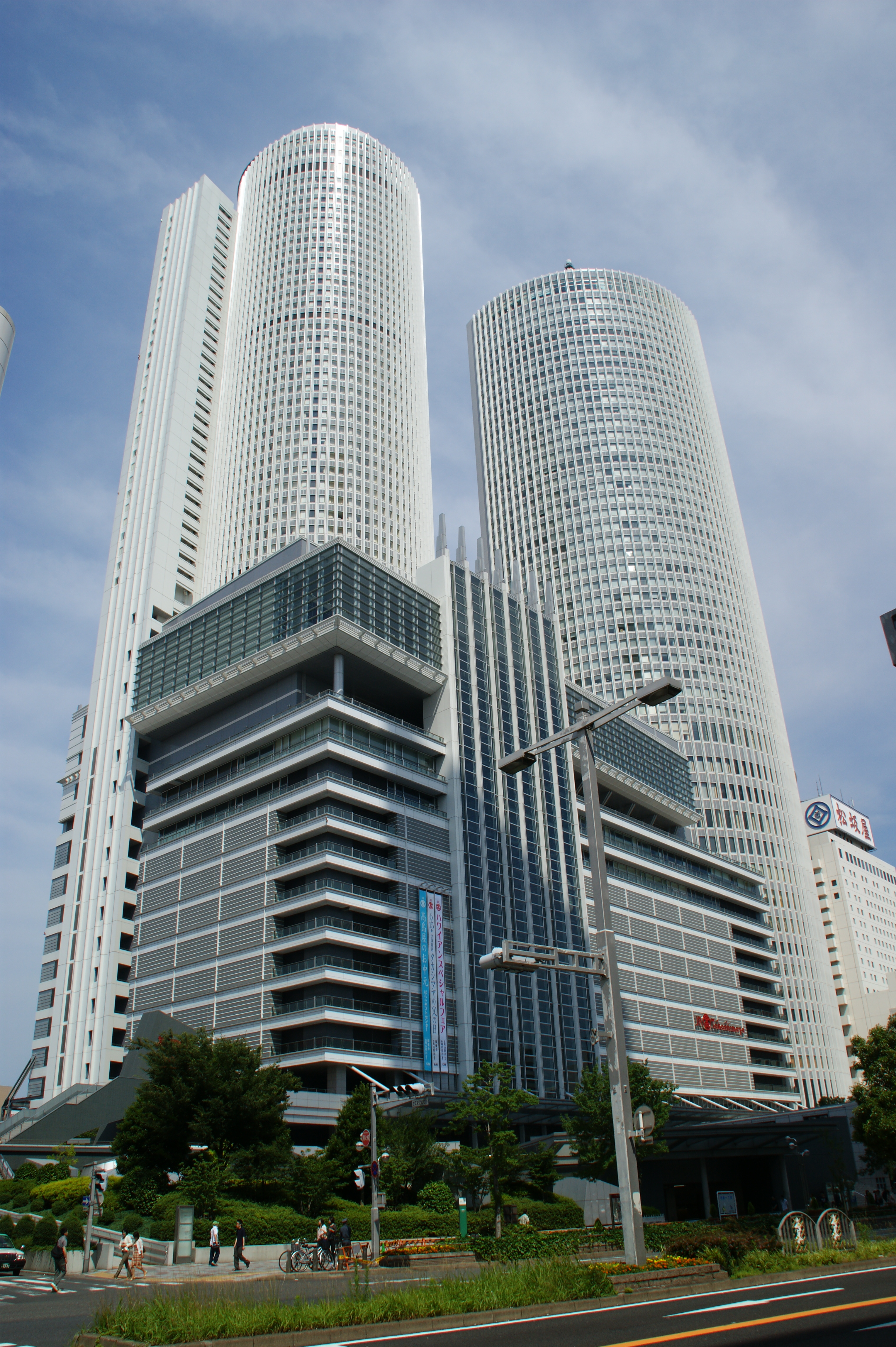
Небоскрёб JR Central Towers, является зданием железнодорожной станции Нагоя, в связи с чем она является самой большой железнодорожной станцией по площади в мире (если считать по суммарной площади всех помещений — 446 000 м²)

Железнодорожный вокзал — здание на железнодорожной станции, предназначенное для обслуживания пассажиров. К основным подразделениям вокзала относятся билетно-кассовый цех, справочно-информационная служба, багажное отделение, камеры хранения ручной клади, могут быть на крупных вокзалах группы учёта и отчётности, ремонтные подразделения и т. д. В арендованных площадях могут размещаться кассы авиакомпаний, предприятия бытового обслуживания и общественного питания (почта, телефон, парикмахерские, буфеты, кафе, медпункты и др.).

### В Японии
Здание железнодорожной станции (яп. 駅ビル Эки-биру) представляет собой комплекс зданий и сооружений или одиночное здание, в котором находится железнодорожная станция, но оно включает в себя функции не только обычной железнодорожной станции, вокзала или терминала, но и другие, такие как коммерческие функции, и зачастую включает в себя большое количество объектов розничной торговли и коммерции. Является одним из примеров транзитно-ориентированного проектирования. Такие многофункциональные здания получили особенно большое распространение в Японии. В частности, японский небоскрёб JR Central Towers является зданием железнодорожной станции Нагоя — самой большой по площади в мире (если считать по суммарной площади всех помещений — 446 000 м²). Такое здание часто называют «лицом» станции, чтобы отличить от зоны непосредственно железнодорожной платформы. Для безопасности и помощи ориентации в пространстве пешеходам с нарушением зрения в вокзалах укладывают тактильное покрытие.
Во многих случаях арендаторами в таких зданиях являются универмаги и различные магазины, отели, частные компании размещают в них свои офисы. Арендаторы в таких зданиях различаются в зависимости от базы пользователей станции. На станциях, где много туристов, в здании находятся магазины, в которых продаются местные товары и сувениры. В частности, в зданиях крупных железнодорожных станций в центре Токио коммерческие объекты, как правило, располагаются на нижних этажах, отели и офисы — на верхних этажах. В некоторых случаях здание самой железнодорожной станции становится меньше всего комплекса коммерческих зданий и сооружений вокруг него.
В послевоенной Японии, правительство поощряло частные компании разрабатывать свои собственные системы общественного транспорта, чтобы быстро восстановить городские транспортные сети страны. Частные железнодорожные линии поощрялись к конкуренции друг с другом, а также с национальными железнодорожными линиями, причём роль правительства ограничивалась регулированием тарифов. В обмен на развитие железнодорожных линий частным корпорациям были предоставлены бизнес возможности для диверсификации своей деятельности и развития недвижимости вокруг своих железнодорожных сетей. Так частные железнодорожные компании начали создавать вокруг своих железнодорожных станций районы с вертикально интегрированным бизнесом по развитию жилых, деловых, промышленных и торговых площадей и методов их транспортной связи, которые стали активно использоваться населением для перемещения между такими районами. Эти, массово используемые населением, транспортно, социально и экономически интегрированные и связанные между собой железнодорожным транспортом, районы железнодорожных станций с вертикально интегрированным бизнесом частных японских железнодорожных компаний представляют собой уникальную, среди железнодорожных систем мира, форму транзитно-ориентированного развития железных дорог страны. Таким образом, в Японии крупные железнодорожные станции и районы вокруг них являются главными экономическими и деловыми районами современных японских городов. Также, благодаря диверсификации своего бизнеса в сфере недвижимости, розничной торговли и т. д., большинство частных железных дорог в Японии являются финансово независимыми, а их железнодорожные операции обычно прибыльны, что резко контрастирует с большинством железнодорожных сетей в других странах мира. Многие крупные частные железнодорожные компании Японии входят в число ведущих корпораций страны. Японские железные дороги очень эффективны, требуют мало субсидий и работают крайне пунктуально. Из-за массового использования железнодорожного транспорта в Японии находятся 46 из 50 самых загруженных железнодорожных станций в мире. В Японии коммерческие площади в зданиях железнодорожных станций, управляемые японскими железнодорожными компаниями, называют Эки-нака (внутристанционными).
За счёт нахождения в вокзалах крупных универмагов и магазинов, пассажиры могли совершать покупки непосредственно в ней или поблизости. В период до Второй мировой войны крупные железнодорожные станции были расположены ближе к окраинам существующих городских территорий, но в послевоенный период, с расширением коммерческих объектов в зданиях железнодорожных станций, они стали развиваться в крупные экономические районы и деловые центры японских городов. После приватизации Японских национальных железных дорог в 1987 году JR Group также продолжает активно развивать вокзалы.
Кроме того, с 1970-х годов были реализованы проекты ревитализации железнодорожных станций, в ходе которых произошли крупные перепланировки зданий железнодорожных станций, были объединены функции вокзала, коммерческого объекта и административного обслуживания, особенно на пригородных станциях, где имеется большой пассажиропоток. Это произошло даже в провинциальных городах, например, в 1971 году был открыт универмаг компании Иётэцу Такасимая в здании железнодорожной станции Matsuyama City Station железнодорожной компании Иётэцу (дочерней компании IYOTETSU Group) в городе Мацуяма.

## Классификация
Железнодорожные станции по характеру работы делятся на:
1. Пассажирские станции предназначены для осуществления операций по обслуживанию пассажиров и организации движения пассажирских поездов, в том числе операции с багажом, билетами, почтой. Строятся обычно в крупных населённых пунктах с большим транзитным, местным или пригородным пассажирским движением. Пассажирские технические станции предназначены для технической обработки, переформирования, экипировки и подготовки пассажирских составов в рейс.
2. Грузовые станции предназначены для выполнения грузовых и коммерческих операций с грузами и грузовыми вагонами. Строятся в крупных промышленных и административных центрах, в пунктах расположения морских и речных портов, в местах массовой погрузки и выгрузки грузов. В зависимости от рода перерабатываемого груза и места расположения делятся на обычные грузовые, предназначенные для переработки разных грузов, наливные, углепогрузочные, портовые и др. К грузовым станциям общего пользования примыкают подъездные пути промышленных предприятий. Многие грузовые станции, расположенные в населённых пунктах, также являются пассажирскими: имеют отдельные приёмо-отправочные пути и пассажирские здания (вокзалы)[17]. Грузовые станции в свою очередь подразделяются на: общего пользования, примыкания подъездных путей, портовые, перегрузочные. В зависимости от преобладающей грузовой операции бывают: погрузочные, выгрузочные, погрузочно-выгрузочные. В зависимости от характера и назначения: неспециализированные и специализированные, последние могут быть: контейнерные, углепогрузочные, нефтеналивные, лесопогрузочные, зерновые и т. д[4]. К специализированным также относятся перегрузчоные (производится перегрузка грузов из вагонов одной колеи в вагоны другой колеи или на другие виды транспорта, перестановка вагонов[2]), предпортовые (для накопления вагонов для обслуживания морского порта. На них осуществляется работы по подборке вагонов для судовых партий, приёму, расформированию и формированию поездов), портовые (для обеспечения речного, морского, устьевого портов[18]), паромные (для обеспечения морских паромных переправ), пограничные (может быть межгосударственным стыковым пунктом, имеют необходимое путевое развитие, технические обустройства и персонал, обеспечивающие работу по передаче транспортных средств между государствами в техническом и коммерческом отношении с выполнением пограничного, таможенного, санитарно-карантинного контроля) станции[19].
3. Технические станции (пассажирские или грузовые) предназначены для выполнения технических операций с грузовыми вагонами, составами, поездами для организации перевозок и обеспечения безопасности движения. К техническим станциям относятся железнодорожные станции, на которых операции пассажирской и грузовой работы не являются доминирующими. В зависимости от выполняемых технических операций с грузовыми вагонами, составами или поездами технические железнодорожные станции подразделяются на:
  - Сортировочные станции предназначены для массовой переработки вагонов и формирования—расформирования составов[20]. Находятся в пунктах слияния или пересечения железнодорожных линий, в крупных транзитных узлах. Кроме того, на них происходит обработка транзитных поездов. На сортировочных станциях имеется несколько специализированных парков, а на самых крупных парки объединяют в систему чётного и нечётного направления, каждое из которых обрабатывает вагонопотоки только своего направления.
  - Участковые станции предназначены для обработки транзитных грузовых и пассажирских поездов, выполнения маневровых операций по расформированию-формированию сборных и участковых поездов, обслуживания подъездных путей[21]. Расстояние между участковыми станциями обусловлено сменой локомотивов и локомотивных бригад, обычно они располагаются на расстоянии 150—300 км друг от друга. На участковых станциях имеются обычно 2—3 парка, устройства для экипировки локомотивов и технического обслуживания вагонов, локомотивные депо, часто вагонные депо.

По расположению станции делятся на:
1. Промежуточные станции предназначены в основном для выполнения технических операций по приёму, отправлению, обгону, скрещению и пропуску грузовых и пассажирских поездов, посадки и высадки пассажиров, погрузки и выгрузки грузов и багажа, маневровых операций по прицепке/отцепке вагонов к сборным поездам. Это самый распространённый вид станции, их устраивают на всех линиях железных дорог, располагаются обычно между участковыми станциями на расстоянии 15—20 км друг от друга. По своему типу, к промежуточным раздельным пунктам относятся также разъезды и обгонные пункты, а также остановочные пункты не являющиеся железнодорожными станциями.
  - Опорная (линейная грузовая) станция — промежуточная станция, к которой прикреплены станции, разъезды и обгонные пункты относящиеся к линейным подразделениям[19]. Характеризуется большим количеством погрузки-выгрузки вагонов вследствие передачи на неё грузовых работ с прикреплённых небольших линейных подразделений и обслуживания объектов посредством подъездных путей. На таких станциях также осуществляется сквозной пропуск транзитных поездов, принятие и отправление сборных и вывозных поездов, стоянка вагонов[22].
2. Узловые станции — промежуточная станция, участковая станция или сортировочная станция, к которой примыкает не менее трёх железнодорожных направлений[23]. Если несколько соединяющихся на одной станции линий идут совместно до следующего узла или сортировочной станции по самостоятельным или общим путям, то такая станция называется предузловой и рассчитана для снижения угловых заездов и враждебных пересечений[24].
3. Тупиковые станции.

Также станции могут быть следующих типов:
- Станция стыкования — соединяет направления, электрифицированные разными родами тока. В секции контактной сети таких станций можно подавать ток любой системы с помощью переключателей.

В зависимости от объёма и сложности грузовых, пассажирских и технических операций станции подразделяются на классы. В России используется классификация от 1 до 5 классов, есть также внеклассные станции, к которым относятся большинство сортировочных и наиболее крупные грузовые и пассажирские станции.

### Устаревшие термины
- Полустанция (простореч. полустанок) — раздельный пункт, имеющий путевое развитие и пассажирские устройства (платформы, здания), однако не являющийся тарифным пунктом[прояснить]. Слово используется в речи, но в российской документации не употребляется[25][26].
- Телеграфный пост — раздельный пункт, имеющий путевое развитие, без пассажирских устройств[27].

## Галерея

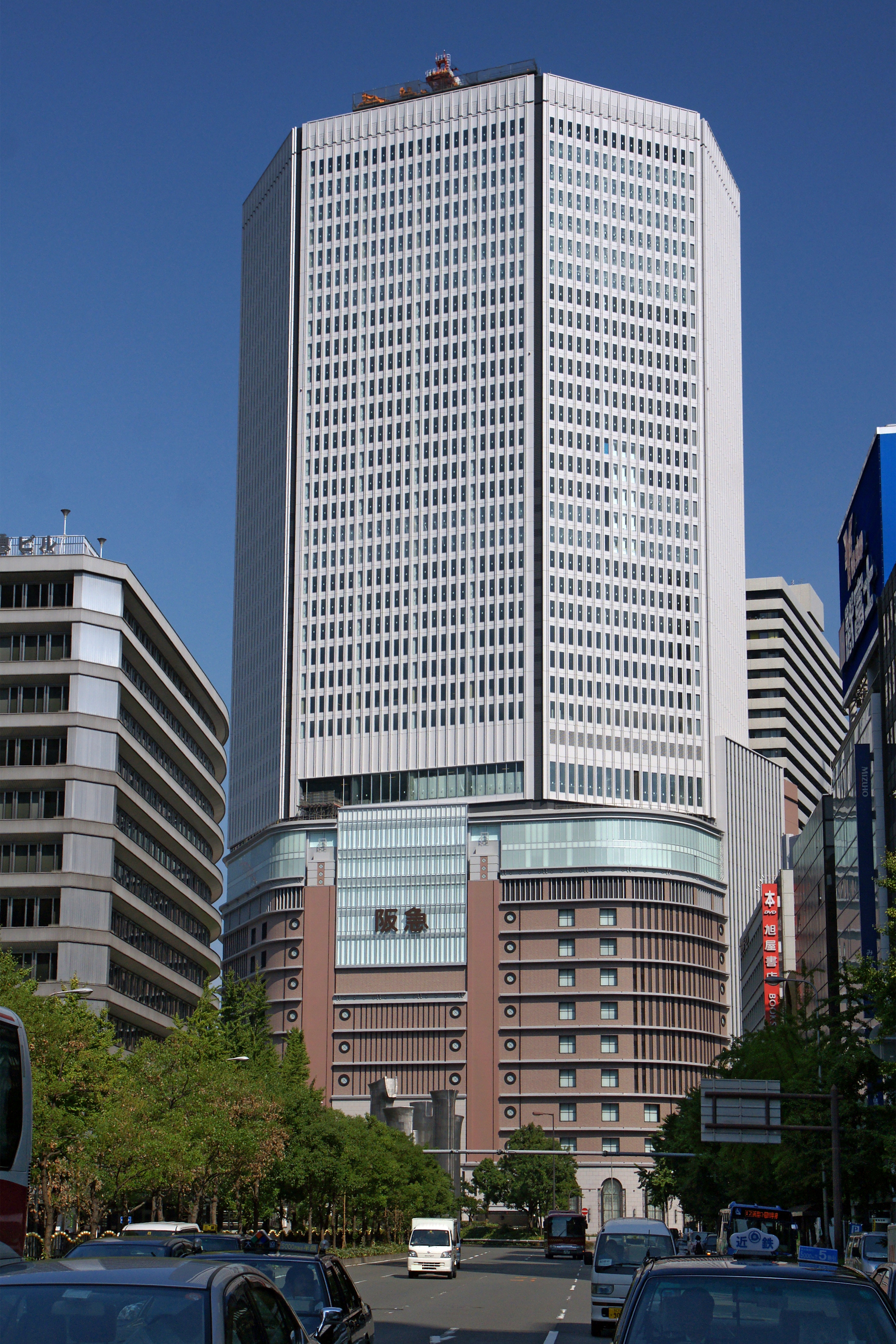
Небоскрёб Umeda Hankyu Building[яп.] — здание железнодорожной станции Осака-Умэда[яп.].
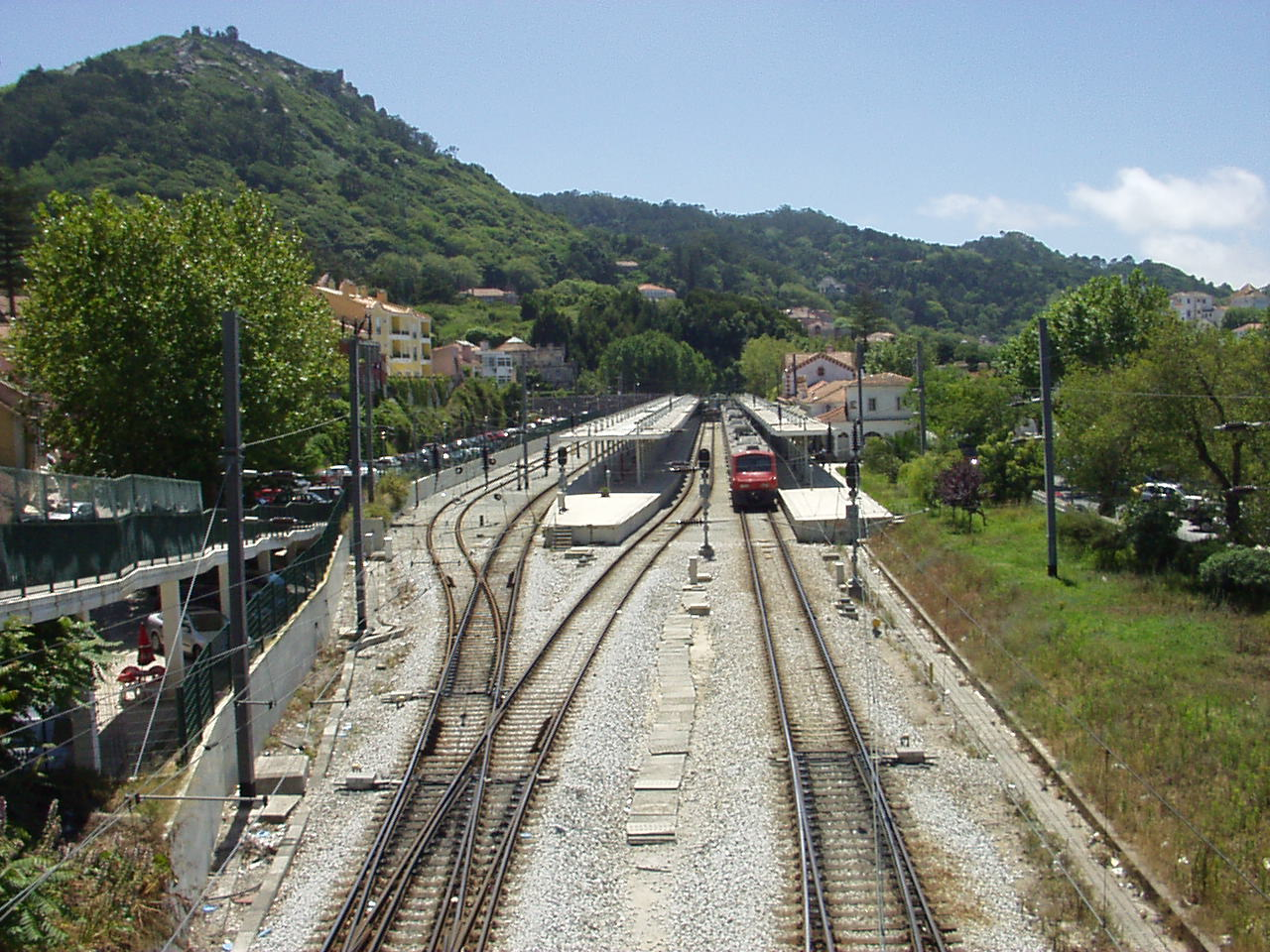
Тупиковая станция Синтра[порт.], Синтра, Португалия.
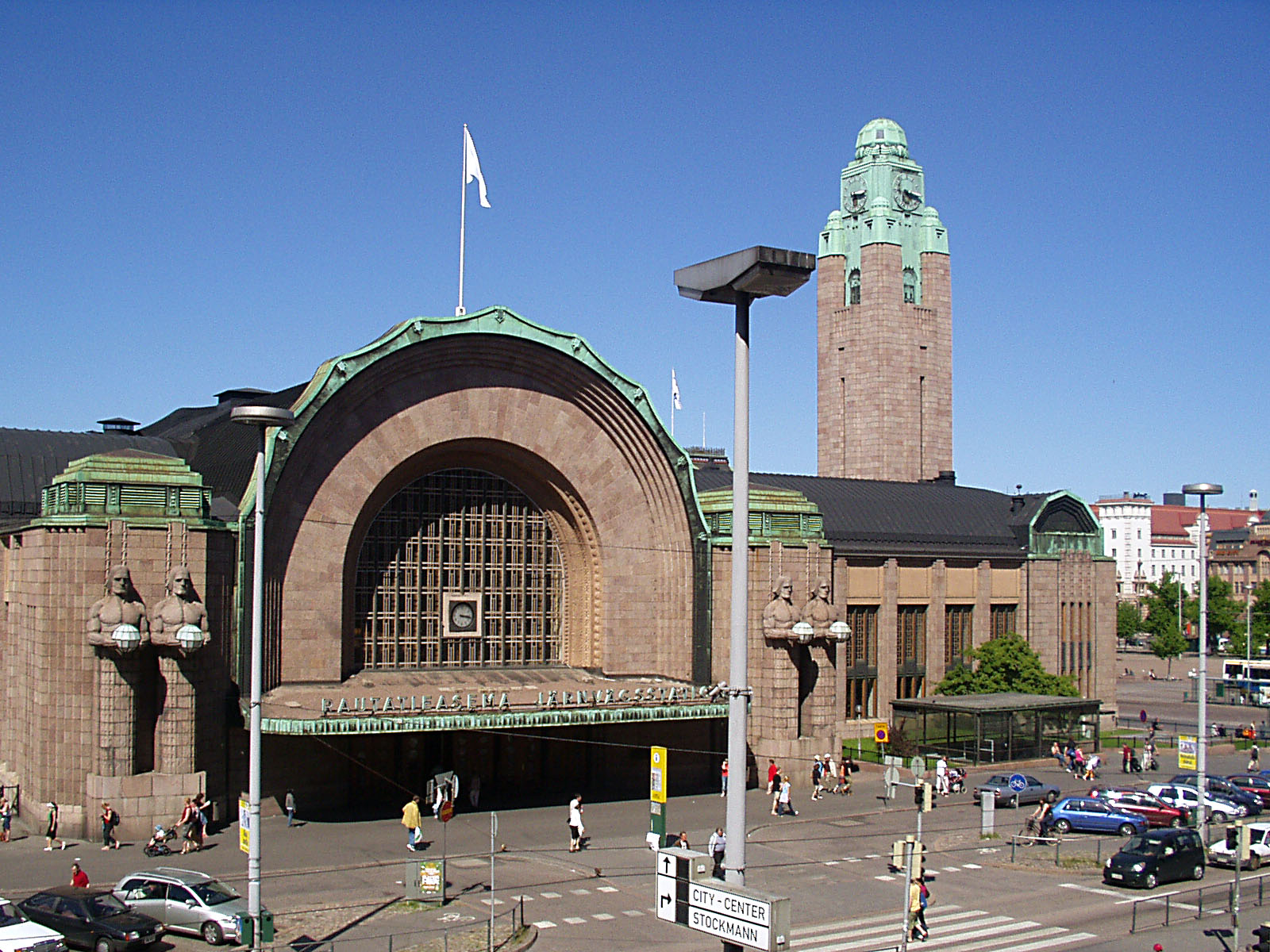
Вокзал станции Хельсинки-Центральный, спроектированный Элиэлем Саариненом, расположен в центре Хельсинки, Финляндия.
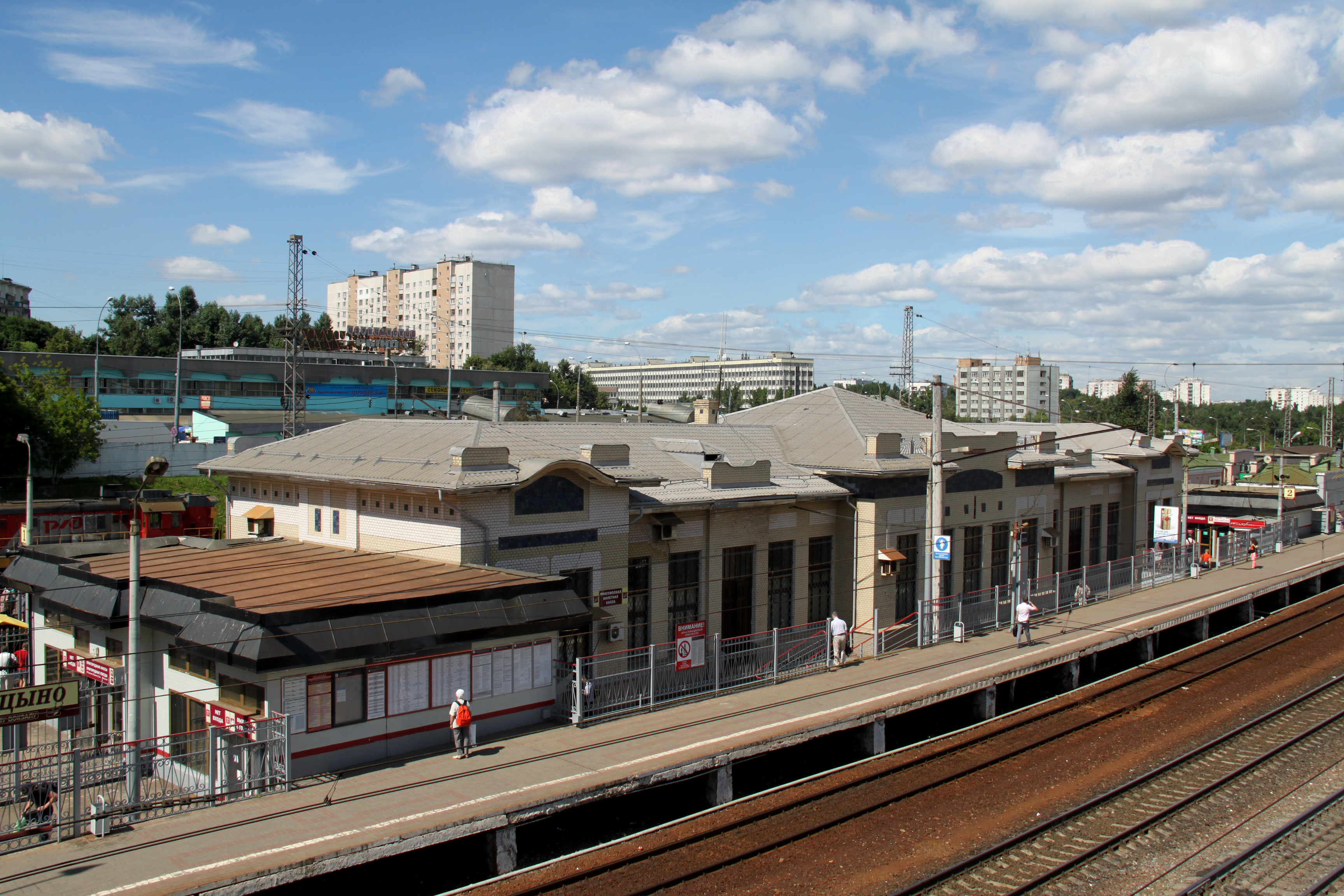
Железнодорожная станция Царицыно, Москва, Россия. Вокзал, боковая платформа.